# Мария-Луиза Испанская (императрица)
Мария Луиза Испанская (исп. María Luisa, нем. Maria Ludovika; 24 ноября 1745[…], Портичи, Кампания — 15 мая 1792[…], Вена) — испанская инфанта, императрица Священной Римской империи, супруга императора Священной Римской империи Леопольда II.

## Биография

### Имя
Благодаря своему отцу, Карлу III, королю Испании, занявшему трон королевства Неаполитанского и Сицилийского в 1735, её назвали Мария Луиза Неаполитанская и Сицилийская. Когда её отец стал королём после смерти своего дяди, Фердинанда VI, в 1759, она стала называться принцесса Мария Луиза Испанская. Она также имела титул Королевского высочества.

### Испанская инфанта
Мария Луиза родилась в Портичи, в Кампании, в летнем дворце своих родителей Карла, короля Неаполя и Сицилии, и Марии Амалии Саксонской. Она была пятой дочерью, и вторым выжившим ребенком. Её отец стал королём Испании как Карл III в 1759, и она переехала с родителями в Испанию.

### Герцогиня Тосканская
16 февраля 1764 она была помолвлена в Мадриде с эрцгерцогом Петером Леопольдом, вторым сыном Франца I, императора Священной Римской империи, и наследника трона великого герцогства Тосканского. В следующем году, 5 августа 1765, она вышла за него замуж в Инсбруке. По случаю свадебных торжеств в этом городе была сооружена триумфальная арка.
Через несколько дней смерть императора Франца сделала мужа Марии Луизы герцогом Тосканским, и молодожены переехали во Флоренцию, где они проживут следующие 25 лет.

Мария Луиза в Тоскане
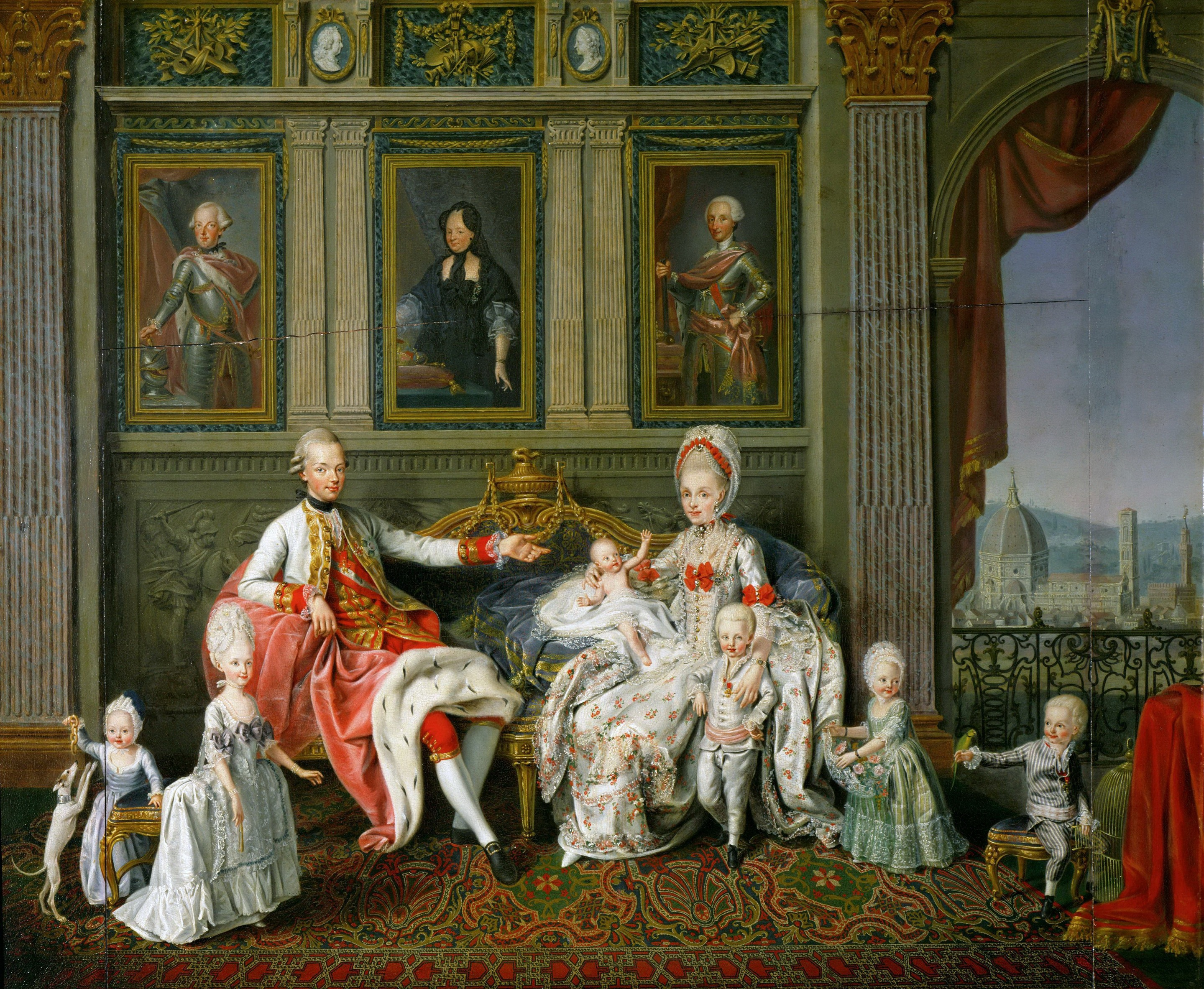
Мария Луиза в Тоскане в 1773
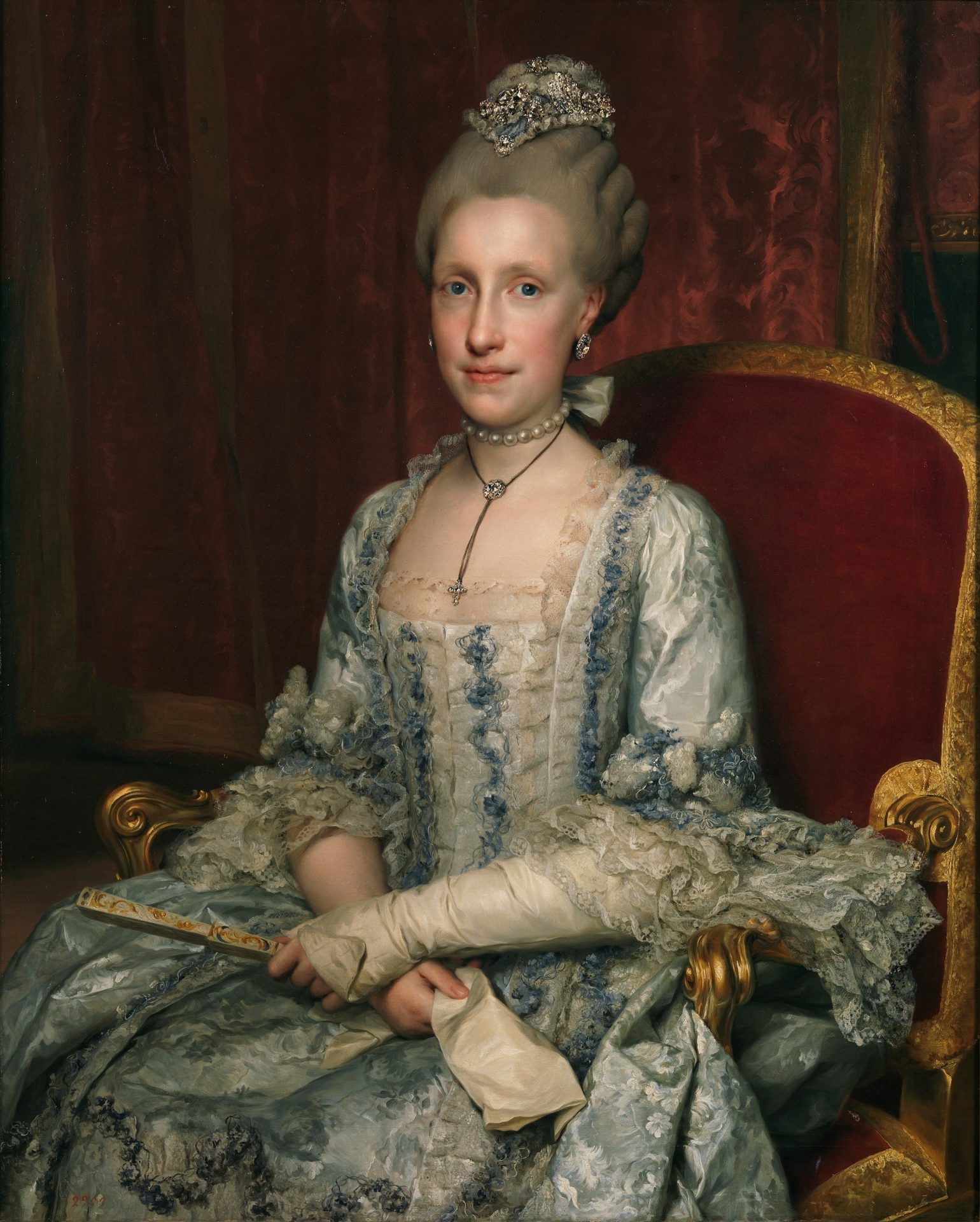
Императрица Мария Луиза

### Императрица
В 1790 году после смерти бездетного брата Петера Леопольда, Иосифа II, императора Священной Римской империи, муж Марии Луизы унаследовал земли Габсбургов в центральной Европе, и вскоре после этого был избран императором Священной Римской империи. Взяв имя Леопольд II, новый император переехал со своей семьей в Вену, где Мария Луиза вошла в роль супруги императора. Леопольд умер спустя почти два года, 1 марта 1792 года. Мария Луиза последовала за мужем менее чем через три месяца, не дожив немного до момента, когда её старший сын Франц стал императором Священной Римской империи.
Опера Моцарта «Милосердие Тита» была заказана дворянством Богемии к празднику, сопровождавшему коронацию Марии Луизы и её мужа Леопольда в качестве королевы и короля Богемии в Праге 6 сентября 1791 года. С 1871 года в музыкальной литературе можно найти утверждения, будто Мария Луиза обозвала эту оперу Моцарта «немецким мусором», хотя убедительные подтверждения этой байки отсутствуют.

## Дети
За 21 год жизни, с 1767 по 1788, Мария Луиза родила своему мужу 16 детей, из которых все кроме двух дожили до совершеннолетия.
1. Эрцгерцогиня Мария Терезия Жозефина Шарлотта Иоганна (1767—1827), вышла замуж за Антона, короля Саксонии;
2. Эрцгерцог Франц Иосиф Карл (1768—1835), стал императором Священной Римской Империи как Франц II, позднее первым императором Австрии как Франц I;
3. Эрцгерцог Фердинанд Иосиф Иоганн Баптист (1769—1824), унаследовал трон отца герцогства Тосканы;
4. Эрцгерцогиня Мария Анна (1770—1809), аббатиса терезианского монастыря в Праге;
5. Эрцгерцог Карл Людвиг Иоганн Иосиф Лоренц (1771—1847), стал известным генералом во годы революционных и наполеоновских войн;
6. Эрцгерцог Александр Леопольд Иоганн Иосиф (1772—1795), стал Палатином Венгрии;
7. Альберт (1773—1774);
8. Максимилиан (1774—1778);
9. Эрцгерцог Иосиф Антон Иоганн (1776—1847), стал Палатином Венгрии после смерти своего брата;
10. Эрцгерцогиня Мария Клементина Иосифа Иоганна Фиделис (1777—1801), вышла замуж за кузена Франциска, герцога Калабрийского, позже ставшего Франциском I, королём Обеих Сицилий;
11. Эрцгерцог Антон Виктор (1779—1835), стал архиепископом Кёльна и позднее Великим магистром Тевтонского ордена
12. Эрцгерцогиня Мария Амалия (1780—1798);
13. Эрцгерцог Иоганн (1782—1859), генерал и позднее имперский наместник (имперский викарий) Германской империи;
14. Эрцгерцог Райнер Иосиф Иоганн Михаил Франц Иеронимус (1783—1853), стал вице-королём Ломбардо-Венецианского королевства;
15. Эрцгерцог Людвиг Иосиф Антон Иоганн (1784—1864), фактически регент Австрийской Империи при правлении его слабоумного племянника Фердинанда I;
16. Эрцгерцог Рудольф Иоганн Иосиф Рейнер (1788—1831), архиепископ Оломоуца и кардинал Римской католической церкви.

Герцогиня Мария Луиза и герцог Леопольд со своей семьей во Флоренции (1776)
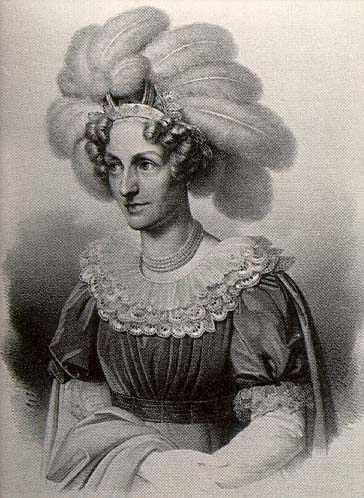
Эрцгерцогиня Мария Терезия Жозефина Шарлотта Иоанна
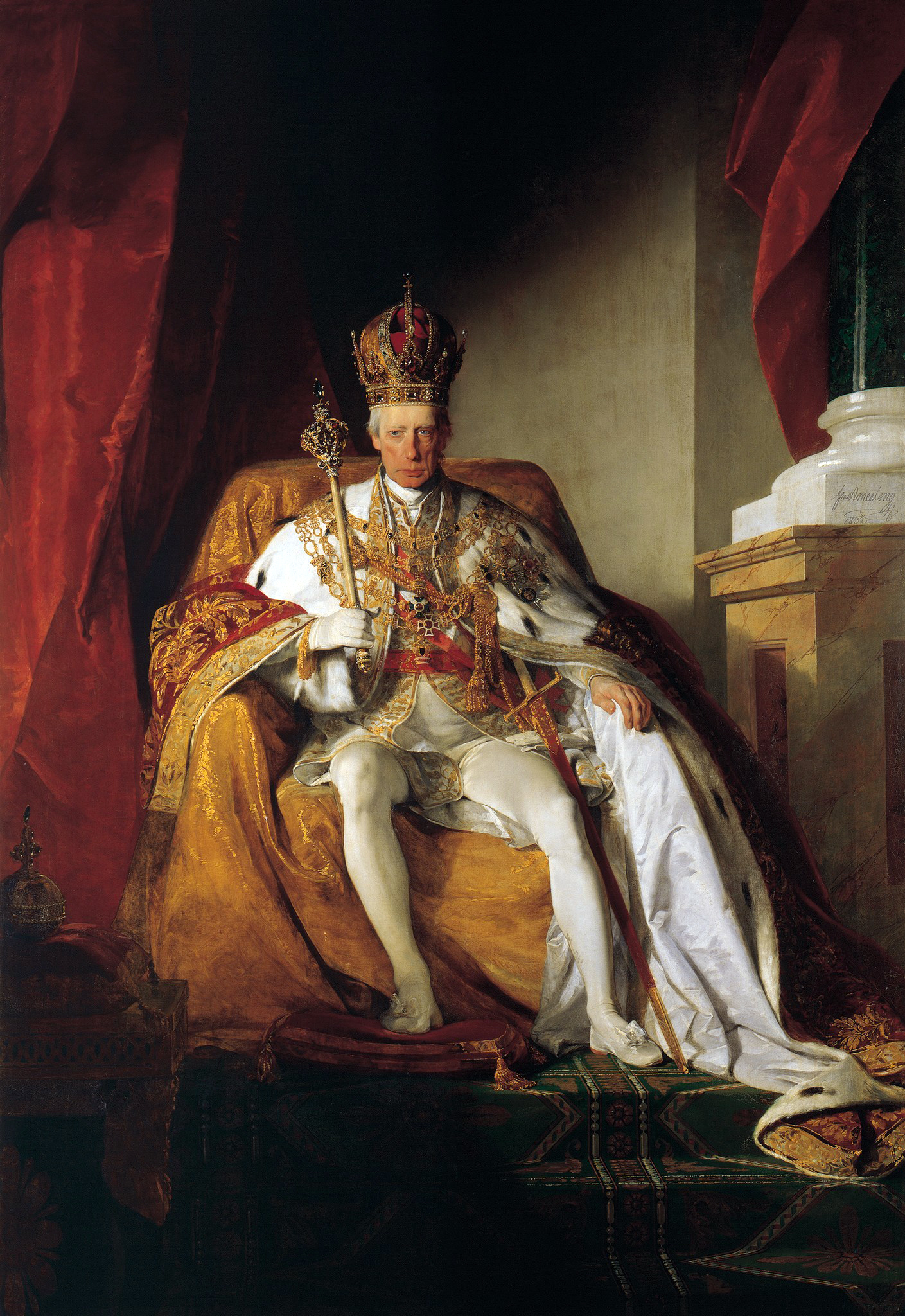
Эрцгерцог Франц Иосиф Карл
Эрцгерцог Фердинанд Иосиф Иоганн Баптист
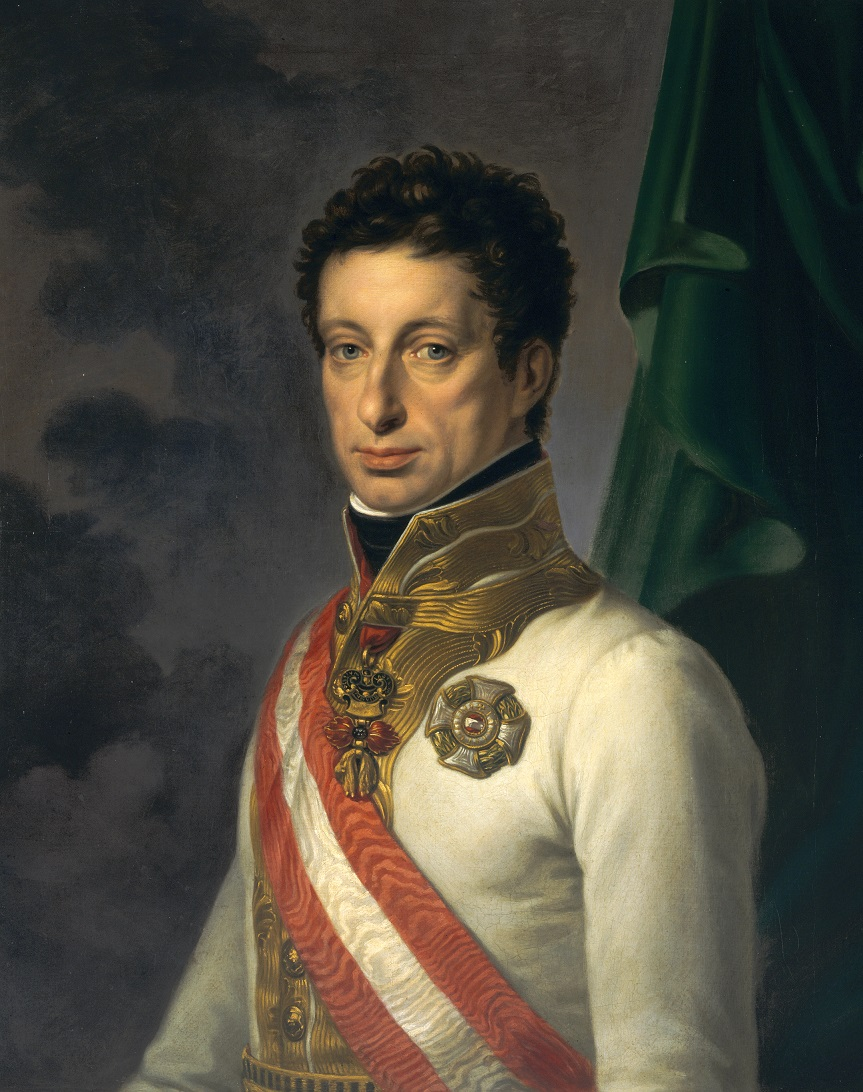
Эрцгерцог Карл Людвиг Иоганн Иосиф Лоренц
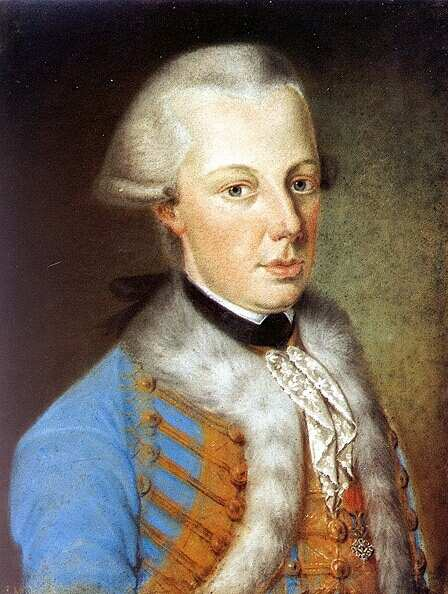
Эрцгерцог Александр Леопольд Иоганн Иосиф
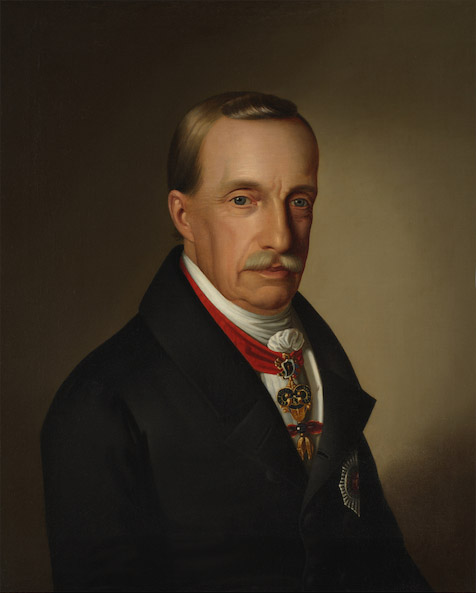
Эрцгерцог Иосиф Антон Иоганн
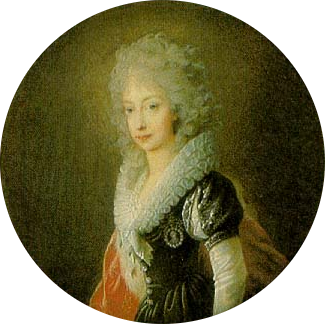
Эрцгерцогиня Мария Клементина Иосифа Иоганна Фиделис
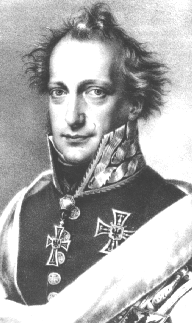
Эрцгерцог Антон Виктор
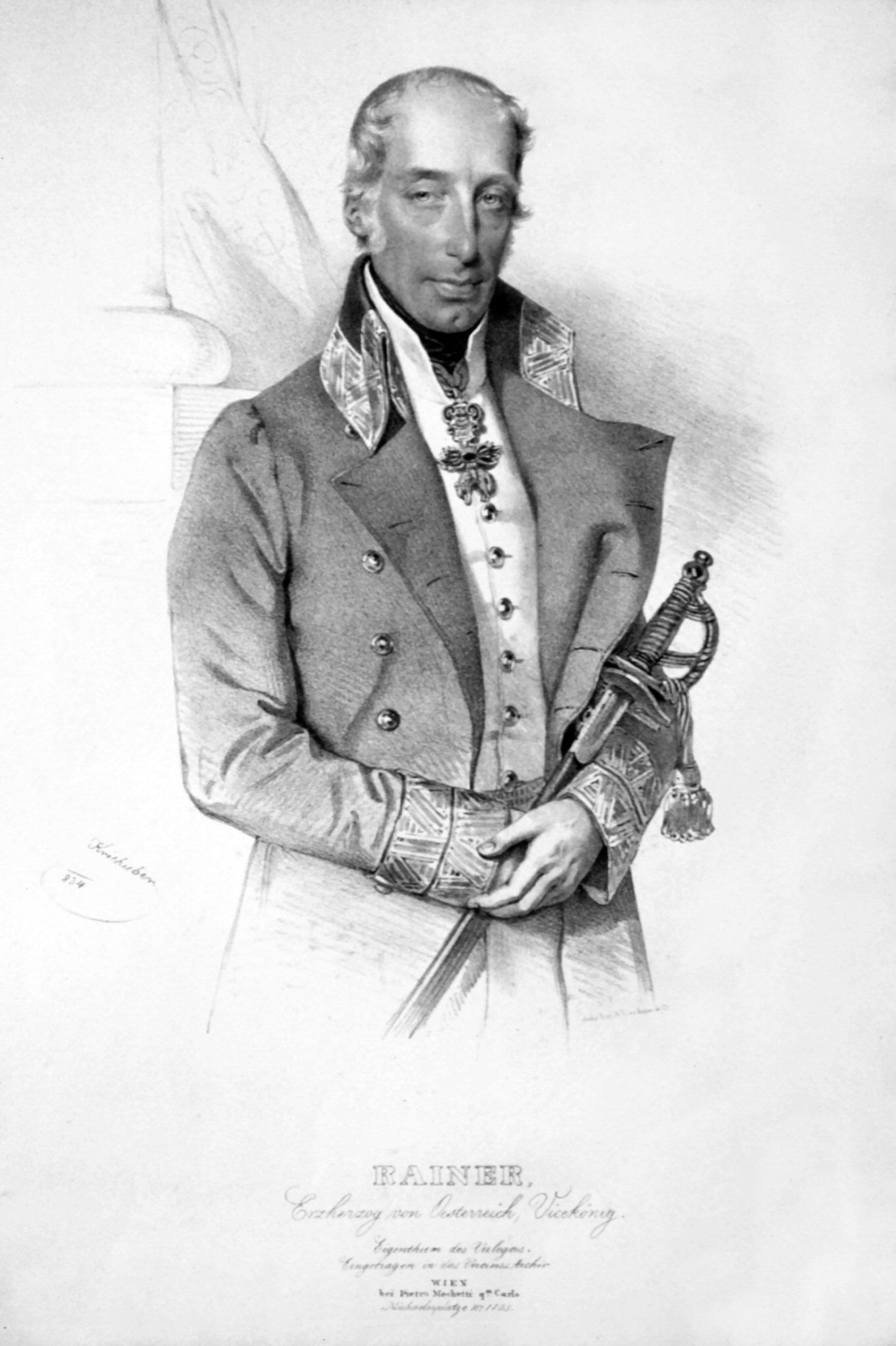
Эрцгерцог Райнер Иосиф Иоганн Михаил Франц Иеронимус
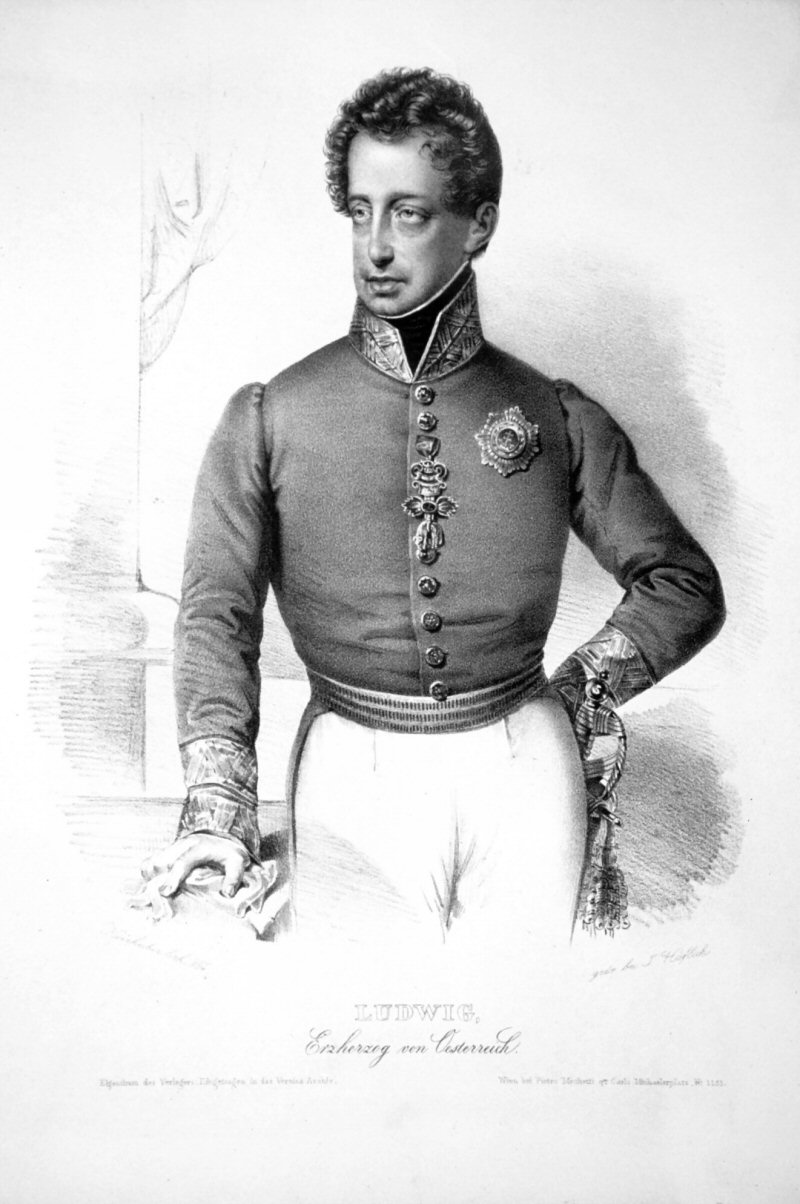
Эрцгерцог Людвиг Иосиф Антон Иоганн
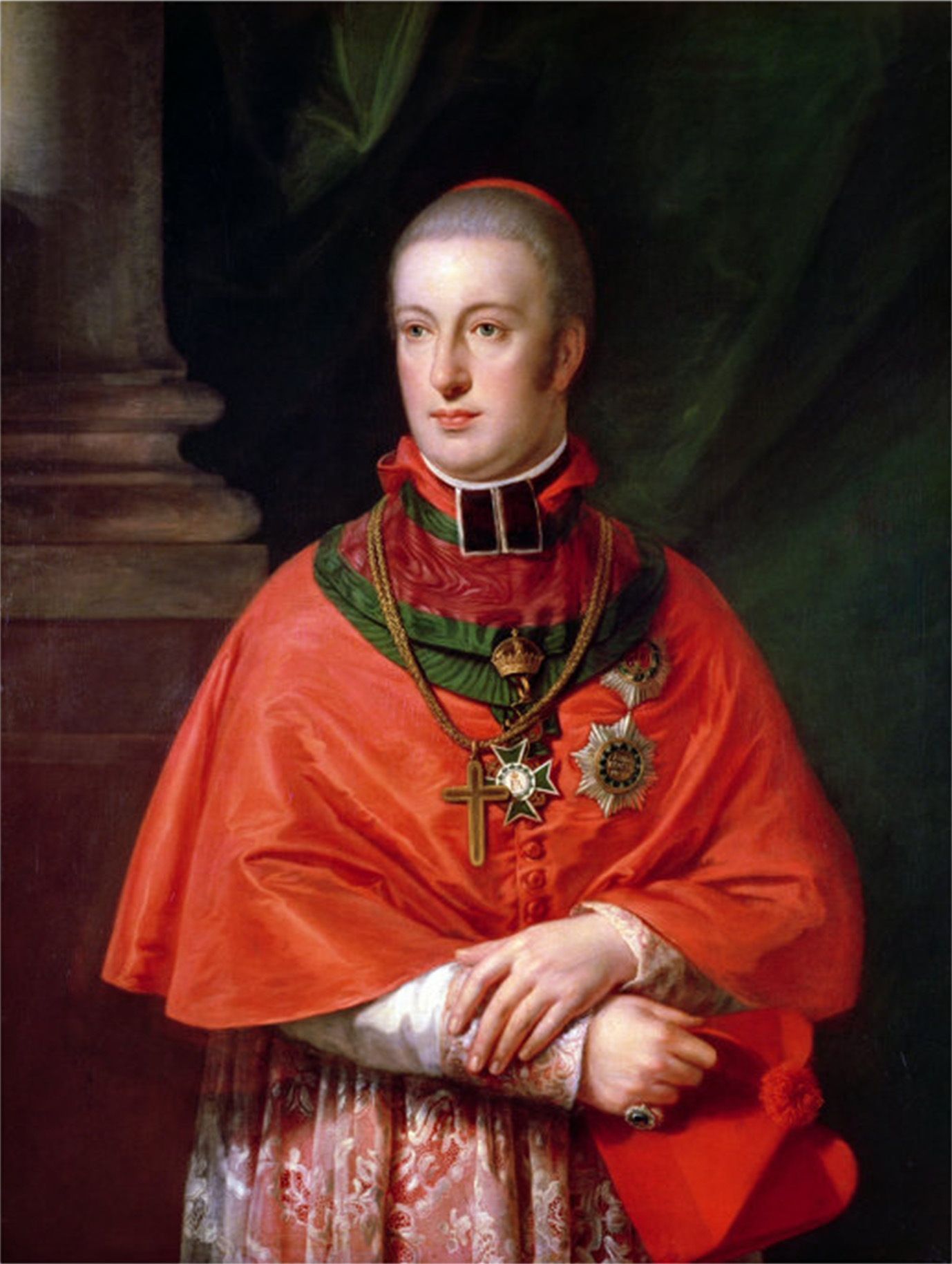
Эрцгерцог Рудольф Иоганн Иосиф Рейни